# 30 Волос Вероники
30 Волос Вероники (лат. 30 Comae Berenices), HD 111469 — кратная звезда в созвездии Волос Вероники на расстоянии приблизительно 276 световых лет (около 84,6 парсек) от Солнца. Возраст звезды определён как около 188 млн лет.

## Характеристики
Первый компонент (WDS J12493+2733Aa) — белая звезда спектрального класса A2V, или A1IV, или A1Van, или A0. Видимая звёздная величина звезды — +5,8m. Масса — около 2,499 солнечной, радиус — около 2,301 солнечного, светимость — около 42,102 солнечной. Эффективная температура — около 8855 K.
Второй компонент (WDS J12493+2733Ab). Удалён на 0,3 угловой секунды.
Третий компонент — коричневый карлик. Масса — около 13,88 юпитерианской. Удалён в среднем на 2,03 а.е..
Четвёртый компонент (CCDM J12493+2733B). Видимая звёздная величина звезды — +13,45m. Удалён на 42,5 угловой секунды.